# Xeroporcellio pandazisi
Xeroporcellio pandazisi là một loài chân đều trong họ Scleropactidae. Loài này được Strouhal miêu tả khoa học năm 1954.